# Ryjóweczka
Ryjóweczka (Episoriculus) – rodzaj ssaków z podrodziny ryjówek (Soricinae) w obrębie rodziny ryjówkowatych (Soricidae).

## Rozmieszczenie geograficzne
Rodzaj obejmuje gatunki występujące w Chinach, Birmie, na Tajwanie, w Nepalu, Wietnamie i Indiach.

## Morfologia
Długość ciała (bez ogona) 44–81 mm, długość ogona 37–101 mm, długość ucha 5–10 mm, długość tylnej stopy 10–18 mm; masa ciała 5,7–7,8 g.

## Systematyka
Rodzaj zdefiniowali w 1966 roku brytyjscy zoolodzy John Ellerman i Terence Morrison-Scott w publikacji swojego autorstwa o tytule Lista kontrolna ssaków palearktycznych i indyjskich od 1758 do 1946 roku. Gatunkiem typowym jest (oryginalne oznaczenie) ryjóweczka cienkoogonowa (E. caudatus).

### Etymologia
Episoriculus: gr. επι epi ‘trochę, nieco’; rodzaj Soriculus Blyth, 1842 (ryjóweczek).

### Podział systematyczny
Do rodzaju należą następujące występujące współcześnie gatunki:
- Episoriculus macrurus (Blanford, 1888) – ryjóweczka górska
- Episoriculus baileyi (O. Thomas, 1914)
- Episoriculus leucops (Horsfield, 1855) – ryjóweczka ogoniasta
- Episoriculus caudatus (Horsfield, 1851) – ryjóweczka cienkoogonowa
- Episoriculus sacratus (O. Thomas, 1911)
- Episoriculus soluensis (Gruber, 1969)

Opisano również gatunek wymarły z pliocenu dzisiejszych Indii lecz jego przynależność rodzajowa wymaga rewizji taksonomicznej:
- Episoriculus repenningi Kotlia, 1991